# むつかけ
むつかけは、有明海の干潟に生息するムツゴロウを捕るための漁法。

## 概要
干潮時に泥質干潟の上で活動するムツゴロウに鉤針を引っ掛けて、ムツゴロウを捕獲する伝統漁法である。泥質干潟の上を移動するために潟スキーに乗ったむつかけ師は、5メートル前後の竹竿にピアノ線の糸を付ける。糸の先には6本の鉤針が付いており、干潟上のムツゴロウをこの鉤針に巧みに引っ掛けて、ムツゴロウを捕獲する。最盛期は昭和40年代で、佐賀県鹿島市には60人ほどのむつかけ師がいたが、2010年代には7～8人となり、高齢化も進んでいる。